# Рай (Лодзинське воєводство)
Рай (пол. Raj) — село в Польщі, у гміні Опорув Кутновського повіту Лодзинського воєводства.
У 1975-1998 роках село належало до Плоцького воєводства.